# Касаан (Аляска)
Касаан (англ. Kasaan) — місто (англ. city) в США, в окрузі Принс-оф-Вейлс-Гайдер штату Аляска. Населення — 30 осіб (2020).

## Географія
Касаан розташований за координатами 55°33′22″ пн. ш. 132°23′58″ зх. д. / 55.55611° пн. ш. 132.39944° зх. д. (55.556100, -132.399388).  За даними Бюро перепису населення США в 2010 році місто мало площу 16,81 км², з яких 15,54 км² — суходіл та 1,27 км² — водойми.

## Демографія
Згідно з переписом 2010 року, у місті мешкало 49 осіб у 23 домогосподарствах у складі 15 родин. Густота населення становила 3 особи/км².  Було 44 помешкання (3/км²).
Расовий склад населення:
| - 53,1 % — білих - 34,7 % — корінних американців - 2,0 % — азіатів |

До двох чи більше рас належало 10,2 %. Частка іспаномовних становила 0,0 % від усіх жителів.
За віковим діапазоном населення розподілялося таким чином: 18,4 % — особи молодші 18 років, 69,4 % — особи у віці 18—64 років, 12,2 % — особи у віці 65 років та старші. Медіана віку мешканця становила 46,8 року. На 100 осіб жіночої статі у місті припадало 145,0 чоловіків;  на 100 жінок у віці від 18 років та старших — 166,7 чоловіків також старших 18 років.
Середній дохід на одне домашнє господарство  становив 53 257 доларів США (медіана — 49 286), а середній дохід на одну сім'ю — 60 061 долар (медіана — 54 167). За межею бідності перебувало 2,8 % осіб, у тому числі 9,5 % дітей у віці до 18 років та 0,0 % осіб у віці 65 років та старших.
Цивільне працевлаштоване населення становило 38 осіб. Основні галузі зайнятості: публічна адміністрація — 42,1 %, транспорт — 18,4 %, сільське господарство, лісництво, риболовля — 10,5 %, інформація — 7,9 %.